# اندری دیاچکوف
اندری دیاچکوف (انگلیسی: Andriy Diachkov؛ زادهٔ ۲۸ آوریل ۱۹۸۵) بازیکن والیبال اهل اوکراین است.